# Apalis chirindensis
Apális-de-chirinda ou apális-de-manica (Apalis chirindensis) é uma espécie de ave da família Cisticolidae.
Pode ser encontrada nos seguintes países: Moçambique e Zimbabwe.
Os seus habitats naturais são: florestas subtropicais ou tropicais húmidas de baixa altitude e regiões subtropicais ou tropicais húmidas de alta altitude.